# Selkirk (Manitoba)
Selkirk es una ciudad canadiense situada en la provincia de Manitoba.

## Superficie
Selkirk tiene una superficie de 24,47 km².

## Demografía
En 2021, tenía 10 504 habitantes, una densidad poblacional de 429,3 hab./km², y 4643 viviendas.